# Esta es mi vida (álbum)
Esta es mi vida es el álbum debut del dúo mexicano de pop alternativo Jesse & Joy, lanzado el 22 de agosto de 2006.
Este álbum y Electricidad  se diferencian del resto de trabajos del dúo mexicano por un sonido pop rock, con guitarras eléctricas distorsionadas y baterías potentes, del cual se desmarcaron desde el álbum ¿Con quién se queda el perro?, lanzado en 2011.
Del álbum se desprendieron cinco sencillos: «Espacio sideral», «Ya no quiero», «Volveré», «Llegaste tú» y «Somos lo que fue». El primero de ellos alcanzó la posición número uno en estaciones de radio de toda Latinoamérica y se volvió un tema muy popular.
Gracias al álbum, el  29 de agosto de 2007, la agrupación recibió una nominación a los Latin Grammy por el mejor álbum vocal pop de un grupo o dúo.
En febrero de 2008, AMPROFON le dio al dúo certificación de oro por más de 50,000 copias vendidas en México. Después del logro, promovieron su álbum en América Central y Estados Unidos. Actualmente es disco de platino en México.

## Versiones
Jesse & Joy tiene tres álbumes del mismo nombre. El CD original, cuenta con 12 canciones en versión de estudio, al igual que el EP, Ésta es mi vida (Edición espacial), que, a diferencia del anterior, cuenta también, con los primeros cuatro singles del álbum en su versión espacial.

El segundo EP, Ésta es mi vida (Sesiones) cuenta con el sencillo «Esto es lo que soy», además de tres canciones nuevas de la banda y una de las canciones de su edición original en versión estudio. También tiene los seis singles de la banda hasta ese momento y la canción homónima del álbum, en vivo.

## Lista de canciones
Ésta es mi vida
| N.º | Título                         | Duración |  |
| 1.  | «Dulce melodía»                | 3:48     |  |
| 2.  | «Nadie podrá»                  | 3:46     |  |
| 3.  | «Espacio sideral»              | 3:43     |  |
| 4.  | «Llegaste tú»                  | 4:06     |  |
| 5.  | «Cielo azul»                   | 2:58     |  |
| 6.  | «Ya no quiero»                 | 3:26     |  |
| 7.  | «Mi sol»                       | 3:31     |  |
| 8.  | «Quiero conocerte»             | 3:47     |  |
| 9.  | «Volveré»                      | 3:51     |  |
| 10. | «Esta es mi vida»              | 3:18     |  |
| 11. | «Somos lo que fue»             | 4:11     |  |
| 12. | «Ser o estar (Si tu no estás)» | 3:22     |  |

| \| N.º \| Título \| Duración \| \| \| 1. \| «Dulce melodía» \| 3:48 \| \| \| 2. \| «Nadie podrá» \| 3:46 \| \| \| 3. \| «Espacio sideral» \| 3:42 \| \| \| 4. \| «Llegaste tú» \| 4:05 \| \| \| 5. \| «Cielo azul» \| 2:58 \| \| \| 6. \| «Ya no quiero» \| 3:28 \| \| \| 7. \| «Mi sol» \| 3:31 \| \| \| 8. \| «Quiero conocerte» \| 3:47 \| \| \| 9. \| «Volveré» \| 3:50 \| \| \| 10. \| «Esta es mi vida» \| 3:18 \| \| \| 11. \| «Somos lo que fue» \| 4:11 \| \| \| 12. \| «Ser o estar (Si tu no estás)» \| 3:22 \| \| \| 13. \| «Espacio sideral (Versión espacial)» \| 4:19 \| \| \| 14. \| «Ya no quiero (Versión espacial)» \| 3:45 \| \| \| 15. \| «Volveré (Versión espacial)» \| 4:13 \| \| \| 16. \| «Llegaste tú (Versión espacial)» \| 4:13 \| \| |                                      |          |  |
| N.º | Título                               | Duración |  |
| 1. | «Dulce melodía»                      | 3:48     |  |
| 2. | «Nadie podrá»                        | 3:46     |  |
| 3. | «Espacio sideral»                    | 3:42     |  |
| 4. | «Llegaste tú»                        | 4:05     |  |
| 5. | «Cielo azul»                         | 2:58     |  |
| 6. | «Ya no quiero»                       | 3:28     |  |
| 7. | «Mi sol»                             | 3:31     |  |
| 8. | «Quiero conocerte»                   | 3:47     |  |
| 9. | «Volveré»                            | 3:50     |  |
| 10. | «Esta es mi vida»                    | 3:18     |  |
| 11. | «Somos lo que fue»                   | 4:11     |  |
| 12. | «Ser o estar (Si tu no estás)»       | 3:22     |  |
| 13. | «Espacio sideral (Versión espacial)» | 4:19     |  |
| 14. | «Ya no quiero (Versión espacial)»    | 3:45     |  |
| 15. | «Volveré (Versión espacial)»         | 4:13     |  |
| 16. | «Llegaste tú (Versión espacial)»     | 4:13     |  |

| \| N.º \| Título \| Duración \| \| \| 1. \| «Esto es lo que soy» \| 3:47 \| \| \| 2. \| «Sapo azul» \| 3:29 \| \| \| 3. \| «Ser o estar» \| 2:54 \| \| \| 4. \| «U Rock» \| 3:56 \| \| \| 5. \| «Ironic» \| 4:15 \| \| \| 6. \| «Espacio sideral (En vivo)» \| 4:34 \| \| \| 7. \| «Ya no quiero (En vivo)» \| 4:33 \| \| \| 8. \| «Llegaste tú (En vivo)» \| 4:31 \| \| \| 9. \| «Somos lo que fue (En vivo)» \| 5:56 \| \| \| 10. \| «Esta es mi vida (En vivo)» \| 4:09 \| \| \| 11. \| «Volveré/Esto es lo que soy (En vivo)» \| 8:25 \| \| |                                        |          |  |
| N.º | Título                                 | Duración |  |
| 1. | «Esto es lo que soy»                   | 3:47     |  |
| 2. | «Sapo azul»                            | 3:29     |  |
| 3. | «Ser o estar»                          | 2:54     |  |
| 4. | «U Rock»                               | 3:56     |  |
| 5. | «Ironic»                               | 4:15     |  |
| 6. | «Espacio sideral (En vivo)»            | 4:34     |  |
| 7. | «Ya no quiero (En vivo)»               | 4:33     |  |
| 8. | «Llegaste tú (En vivo)»                | 4:31     |  |
| 9. | «Somos lo que fue (En vivo)»           | 5:56     |  |
| 10. | «Esta es mi vida (En vivo)»            | 4:09     |  |
| 11. | «Volveré/Esto es lo que soy (En vivo)» | 8:25     |  |

## Posicionamiento
| Lista                             | Posición |
| --------------------------------- | -------- |
| Estados Unidos (Latin Pop Albums) | 17       |
| México (Top 100 México)           | 17       |